# Ippolito Caffi

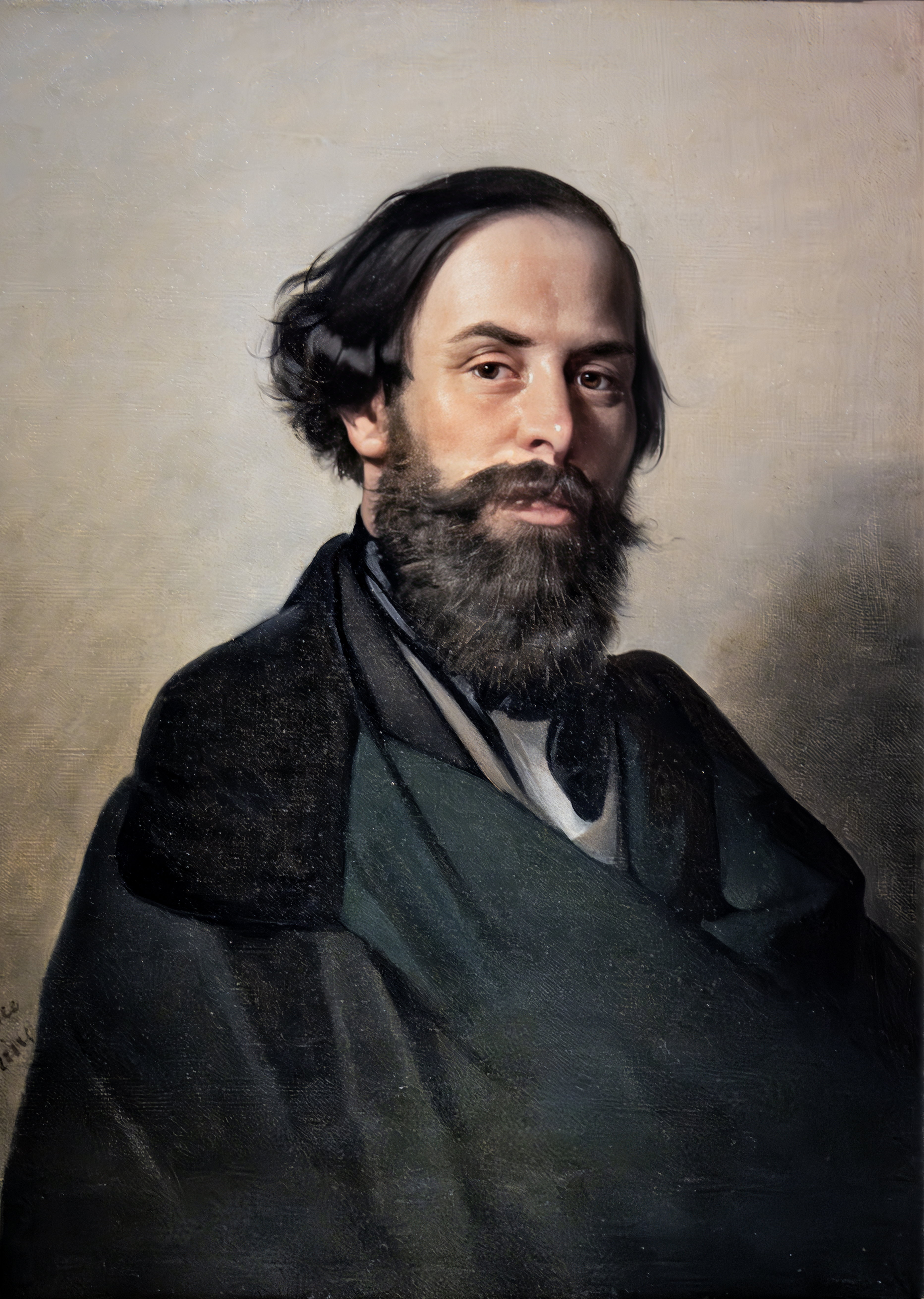
Selbstporträt, um 1840

Ippolito Caffi (* 16. Oktober 1809 in Belluno; † 20. Juli 1866 bei Lissa) war ein italienischer Maler.

## Leben und Werk

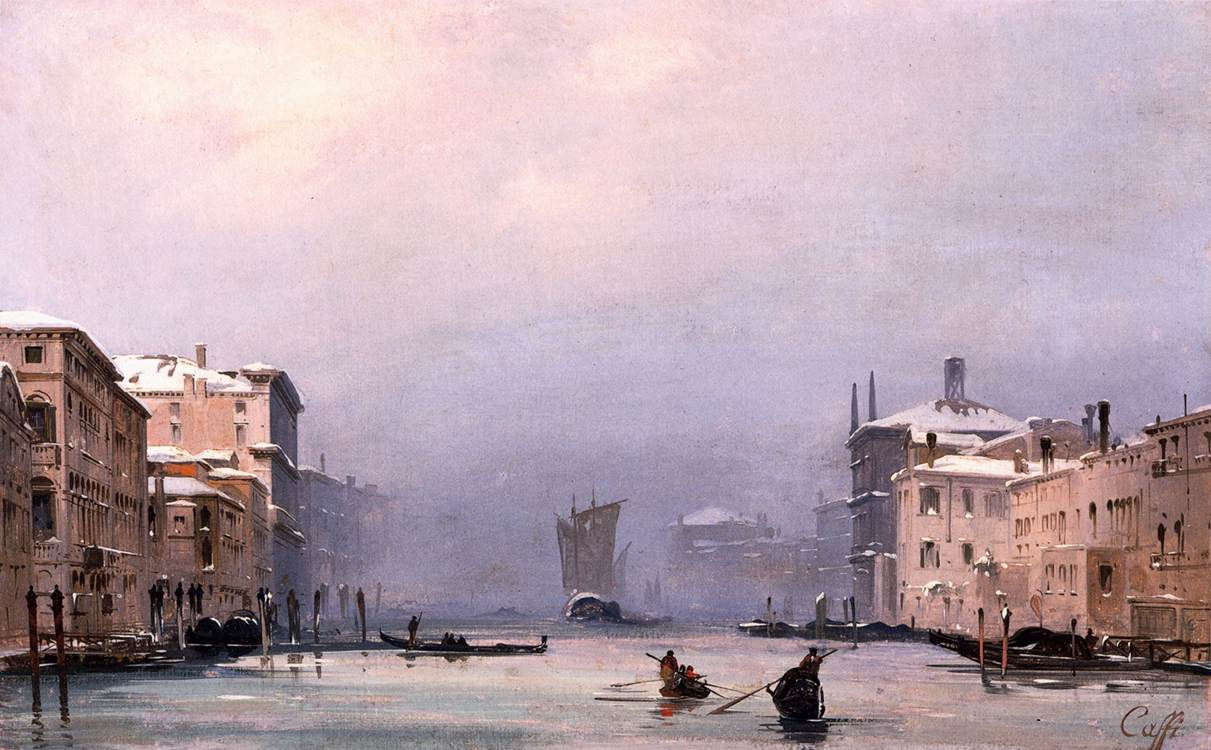
Schnee und Nebel auf dem Canal Grande (um 1840)

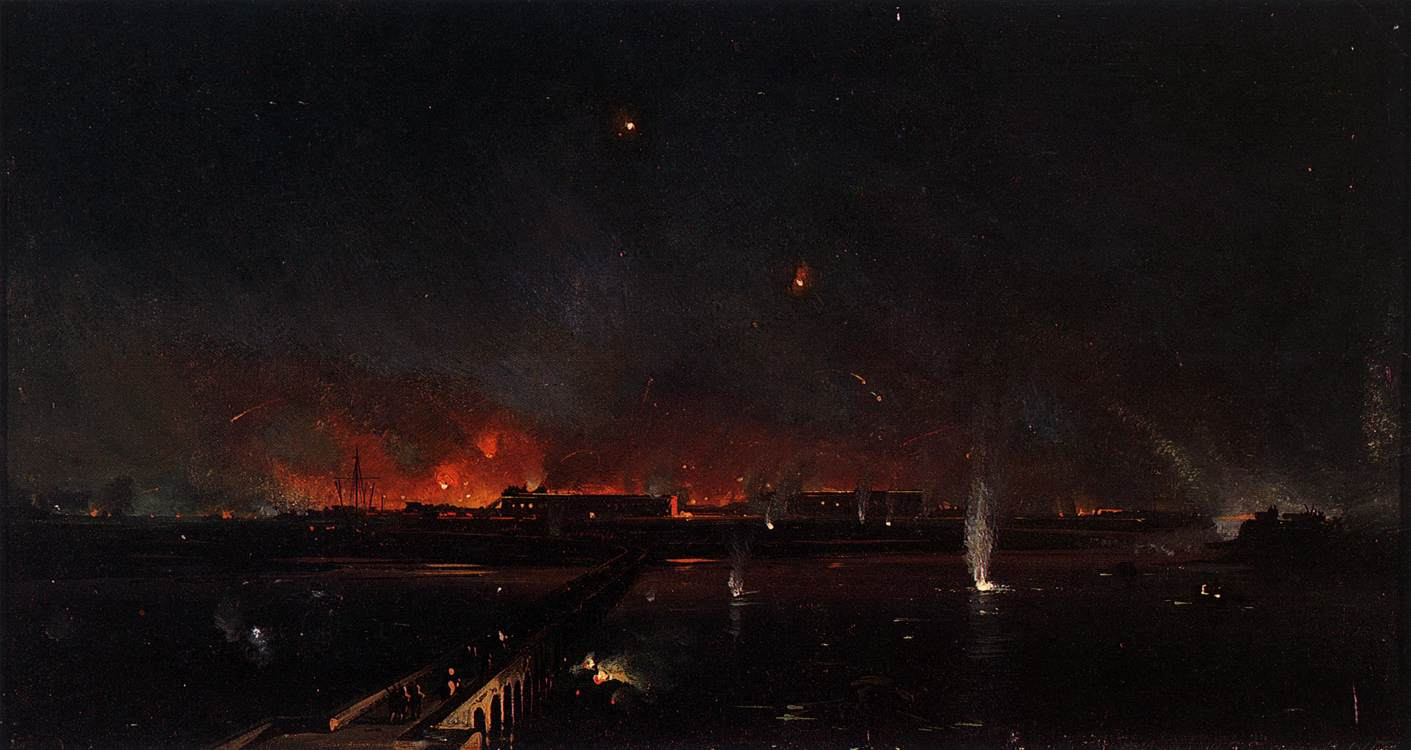
Die Bombardierung Margheras durch die österreichische Armee in der Nacht des 24. Mai 1849 (1849)

Nach einer Lehre bei Malern in Belluno und seinem Cousin Pietro Paoletto in Padua studierte Caffi von 1827 bis 1829 an der Akademie in Venedig bei Tranquillo Orsi und Teodoro Matteini. Im Januar 1832 kam er nach Rom, wo auch Paoletto mittlerweile arbeitete. Er lebte die folgenden Jahre in Rom, hielt sich aber oft für Ausstellungen oder Auftragsarbeiten in anderen Städten auf, etwa 1839 in Mailand, 1840 in Triest und Venedig, 1841 in Padua. Im Herbst 1843 reiste er in den Orient und besuchte Griechenland, die Türkei, Palästina und Ägypten.
1848 verließ er Rom, um im ersten italienischen Unabhängigkeitskrieg gegen die Österreicher zu kämpfen. Er kämpfte im Friaul, wurde gefangen genommen, konnte fliehen und lebte bis zur Rückeroberung durch die Österreicher in Venedig. Anschließend hielt er sich in Genua, Turin sowie kurz in der Schweiz und in Spanien auf. 1855 kehrte er nach Rom zurück, wo er sein Atelier wieder eröffnete und einige seiner bedeutendsten Gemälde schuf. 1858 lebte er wieder in Venedig, 1860 saß er wegen seiner revolutionären Aktivitäten drei Monate im Gefängnis. Danach begab er sich nach Mailand und Neapel, um sich den Truppen Garibaldis anzuschließen. Als Kriegsmaler befand er sich 1866 an Bord des Kriegsschiffes Re d’Italia, das bei der Seeschlacht von Lissa versenkt wurde, wobei auch Caffi den Tod fand.
Zu Caffis Werken zählen Ölgemälde und Wandmalereien, insbesondere Veduten in der Tradition Canalettos und Szenen aus den Unabhängigkeitskriegen. Große Aufmerksamkeit erregte sein Bild einer Karnevalsszene auf der Piazetta zu Venedig, das 1855 auf der Pariser Weltausstellung zu sehen war und mit eigentümlicher, glänzender Lichtwirkung beeindruckte.